# Fenghuo 1
Fenghuo 1 o FH-1 (también conocido como Zhongxing-22 o Chinasat-22) es un satélite de comunicaciones militar chino lanzado el 25 de enero de 2000 mediante un cohete Larga Marcha 3 desde la base de Xichang. La palabra fenghuo hace referencia al sistema de mensajeros utilizados en la antigüedad por el ejército chino a lo largo de la Gran Muralla.
Fenghuo 1 es el primero de una constelación de satélites de comunicaciones militares chinos. El segundo satélite del tipo Fenghuo 1 fue lanzado el 12 de septiembre de 2006.
Los FH-1 pesan 2300 kg y están diseñados para un tiempo de vida de ocho años.